# Николаевка (Фалештский район)
Николаевка (рум. Nicolaevca; Николэень, рум. Nicolăieni) — село в Фалештском районе Молдавии. Наряду с сёлами Скумпия, Хыртоп и Мэгурянка входит в состав коммуны Скумпия.

## География
Село расположено на высоте 132 метров над уровнем моря.

## Население
По данным переписи населения 2004 года, в селе Николаевка проживает 69 человек (29 мужчин, 40 женщин).
Этнический состав села:
| Национальность | Число жителей | Процентный состав |
| -------------- | ------------- | ----------------- |
| молдаване      | 39            | 56.52             |
| украинцы       | 28            | 40.58             |
| поляки         | 1             | 1.45              |
| гагаузы        | 1             | 1.45              |
| Всего          | 69            | 100%              |